# Andronik Paleolog (XII w.)
Andronik Paleolog (gr.) Ἀνδρόνικος Παλαιολόγος (zm. po 1191) – bizantyński arystokrata i wojskowy.

## Życiorys
Bardzo niewiele wiadomo o tej postaci i jego powiązaniach z innymi Paleologami. Po raz pierwszy jest wspomniany w 1185, jako jeden z generałów wysyłanych na pomoc Tesalonice obleganej przez Normanów. W aktach synodu z 1191 roku występuje w randze protosebastohypertatosa, jako powinowaty cesarza Izaaka II Angelosa. Michał Glykas poświęcił mu homilie.